# Nordre Svansjön, Västergötland
Nordre Svansjön är en sjö i Svenljunga kommun i Västergötland och ingår i Ätrans huvudavrinningsområde. Sjön har en area på 0,86 kvadratkilometer och ligger 132,5 meter över havet. Sjön avvattnas av vattendraget Porsån (Kvarnatorpsån).

## Delavrinningsområde
Nordre Svansjön ingår i det delavrinningsområde (634324-133515) som SMHI kallar för Utloppet av Söndre Svansjön. Medelhöjden är 148 meter över havet och ytan är 14,73 kvadratkilometer. Räknas de 7 avrinningsområdena uppströms in blir den ackumulerade arean 202,43 kvadratkilometer. Porsån (Kvarnatorpsån) som avvattnar avrinningsområdet har biflödesordning 3, vilket innebär att vattnet flödar genom totalt 3 vattendrag innan det når havet efter 105 kilometer. Avrinningsområdet består mestadels av skog (75 %). Avrinningsområdet har 2,45 kvadratkilometer vattenytor vilket ger det en sjöprocent på 16,6 %.